# ニャッタン橋
ニャッタン橋（日新橋、ベトナム語：Cầu Nhật Tân / 橋日新 ）とは、ベトナムの首都ハノイ市の紅河にかかる世界最大級の斜張橋である。ハノイ市街とノイバイ国際空港との間を結ぶ経路上にある。IHIインフラシステム・三井住友建設の共同企業体が受注し、日本国政府の政府開発援助（円借款）で建設した。

## 名称
名称に関して、深田博史駐ベトナム特命全権大使とディン・ラ・タン交通大臣との会談にて、「日越友好橋」 （cầu Hữu nghị Việt - Nhật：橋友誼越日） の名称が提案されているが、ハノイ市ベトナム共産党のファム・クァン・ギー書記は、基準にあわない名称であるとしている。

## 諸元
- 全長：3,700メートル（主橋部分）[2]
- 幅員：33.2メートル（4車両レーン、2バス専用レーン、2混合レーン）[2]
- 主塔高さ：110メートル[1]

## 沿革
- 2009年4月 着工、2015年1月4日 完成式典開催・開通[1]

## ギャラリー

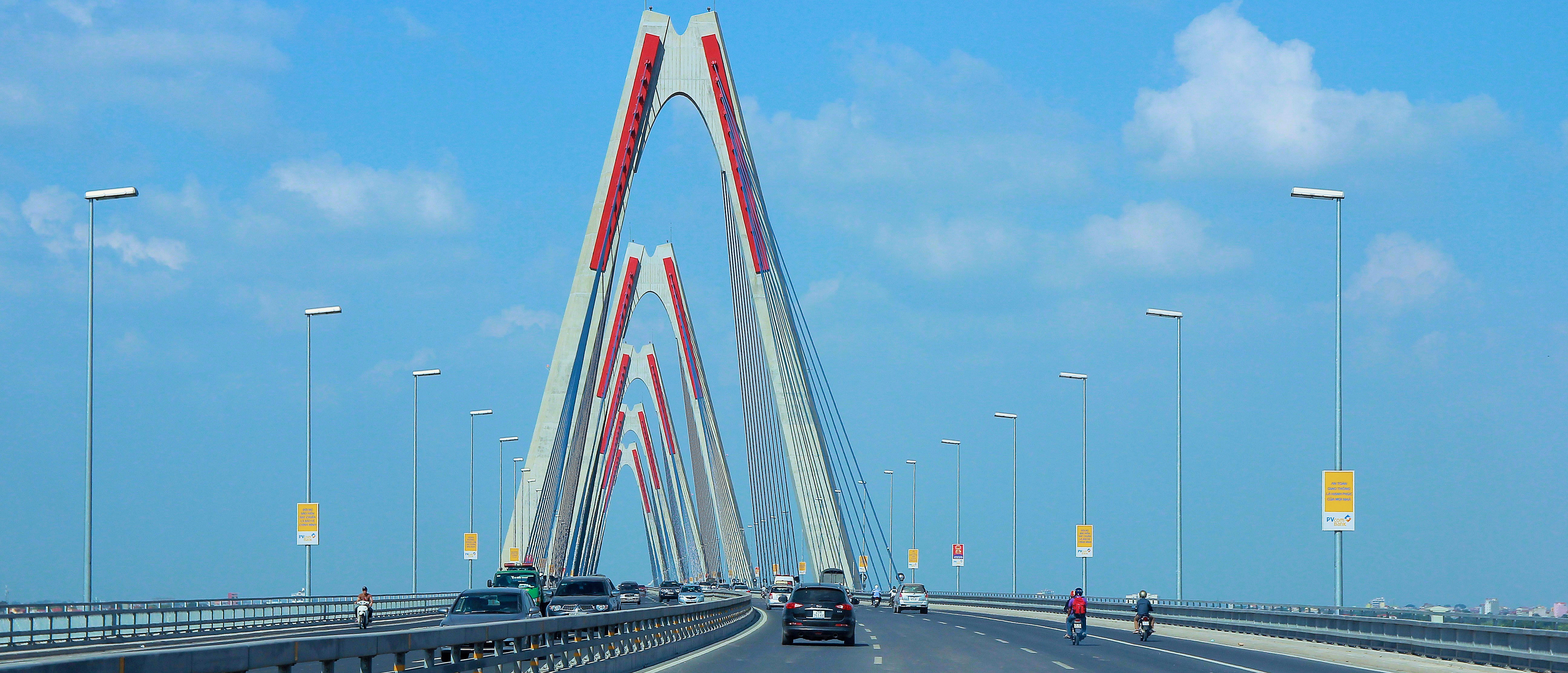
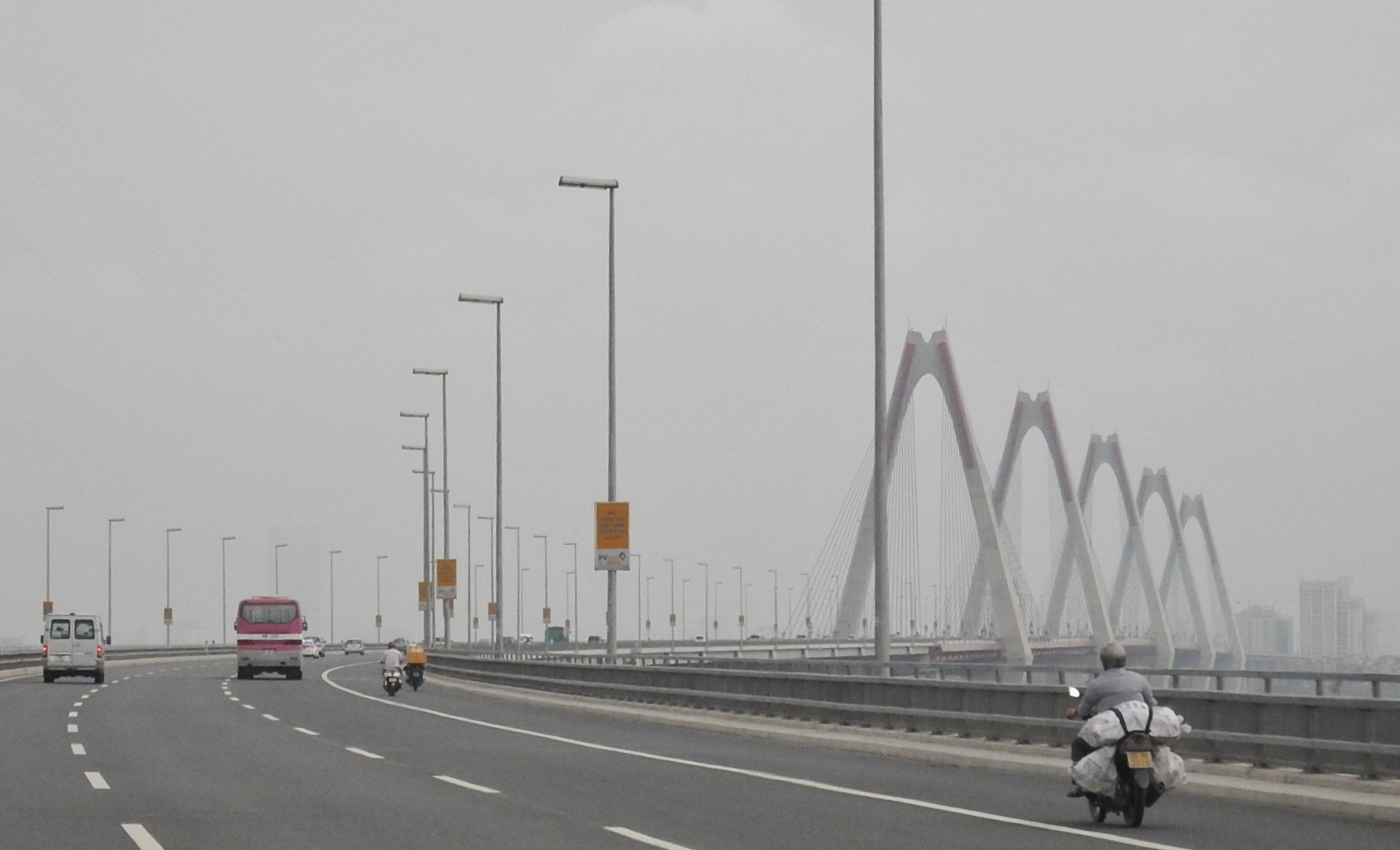
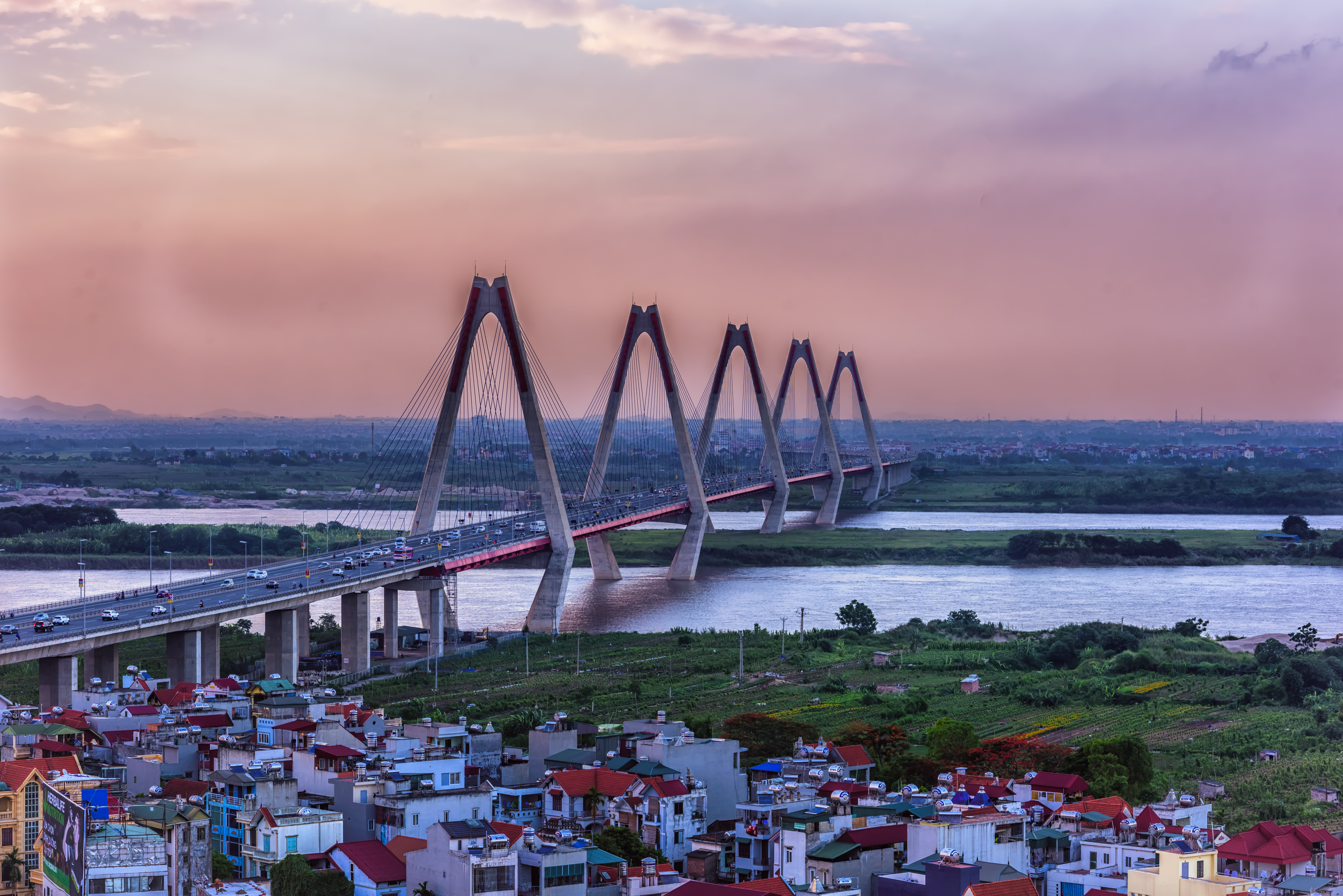
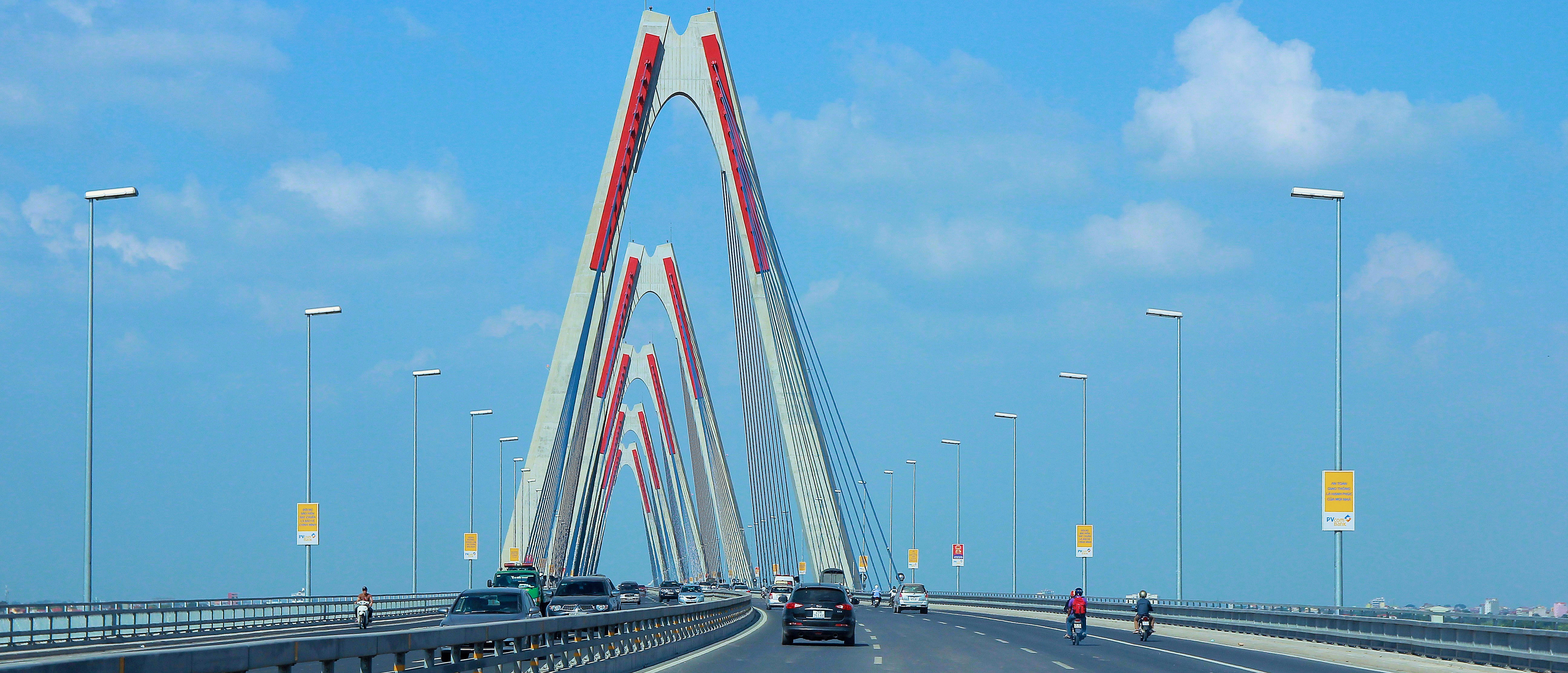
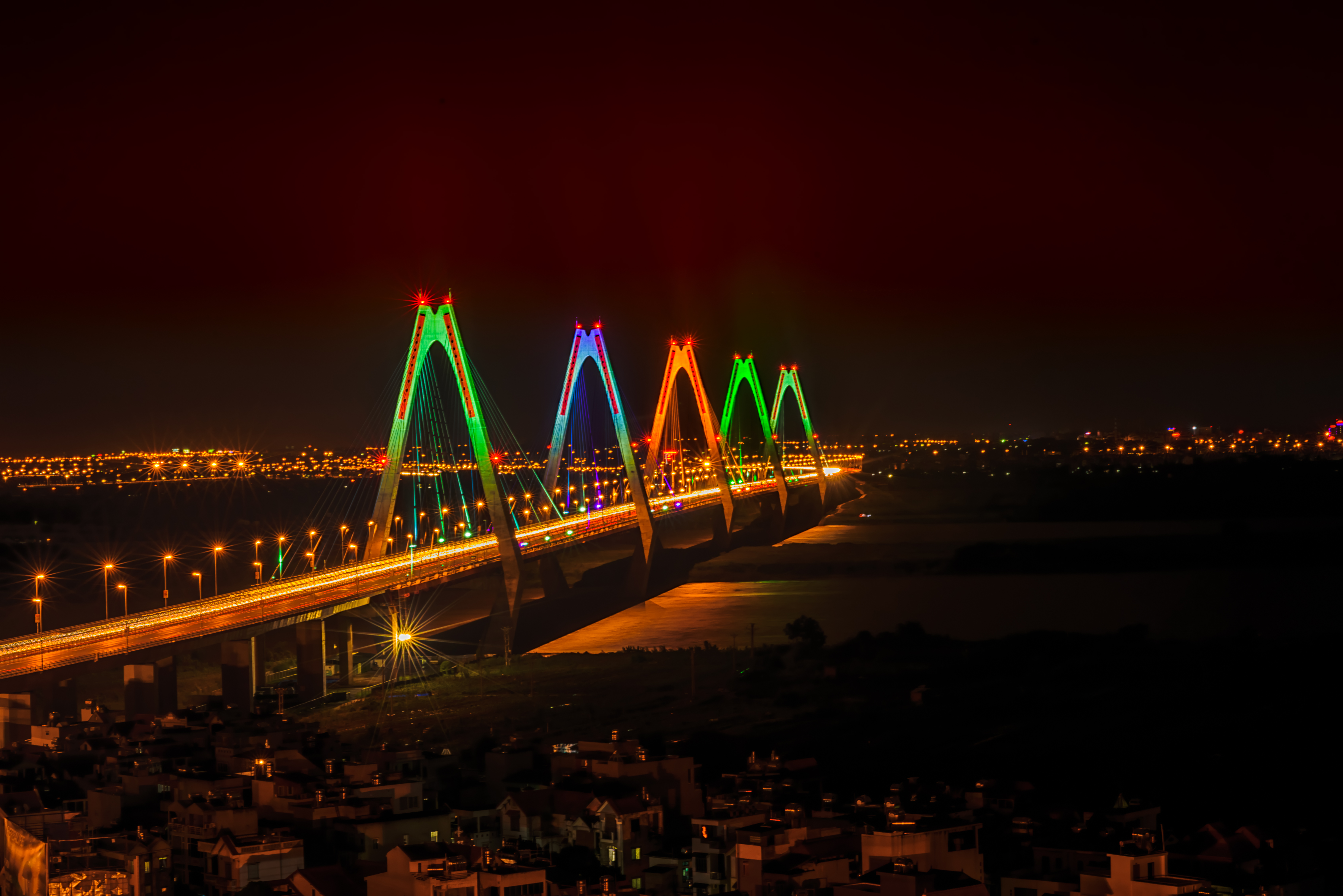
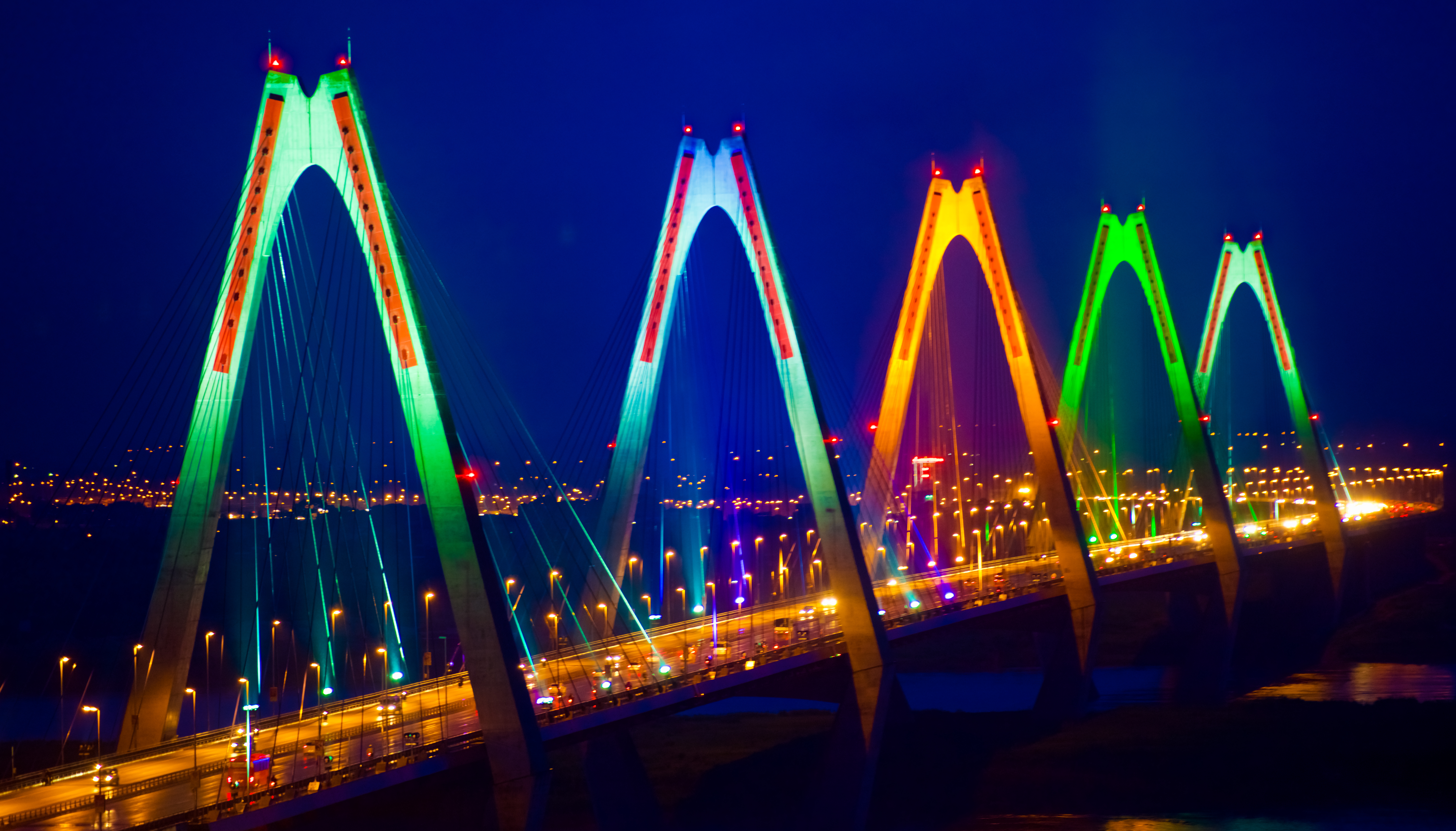
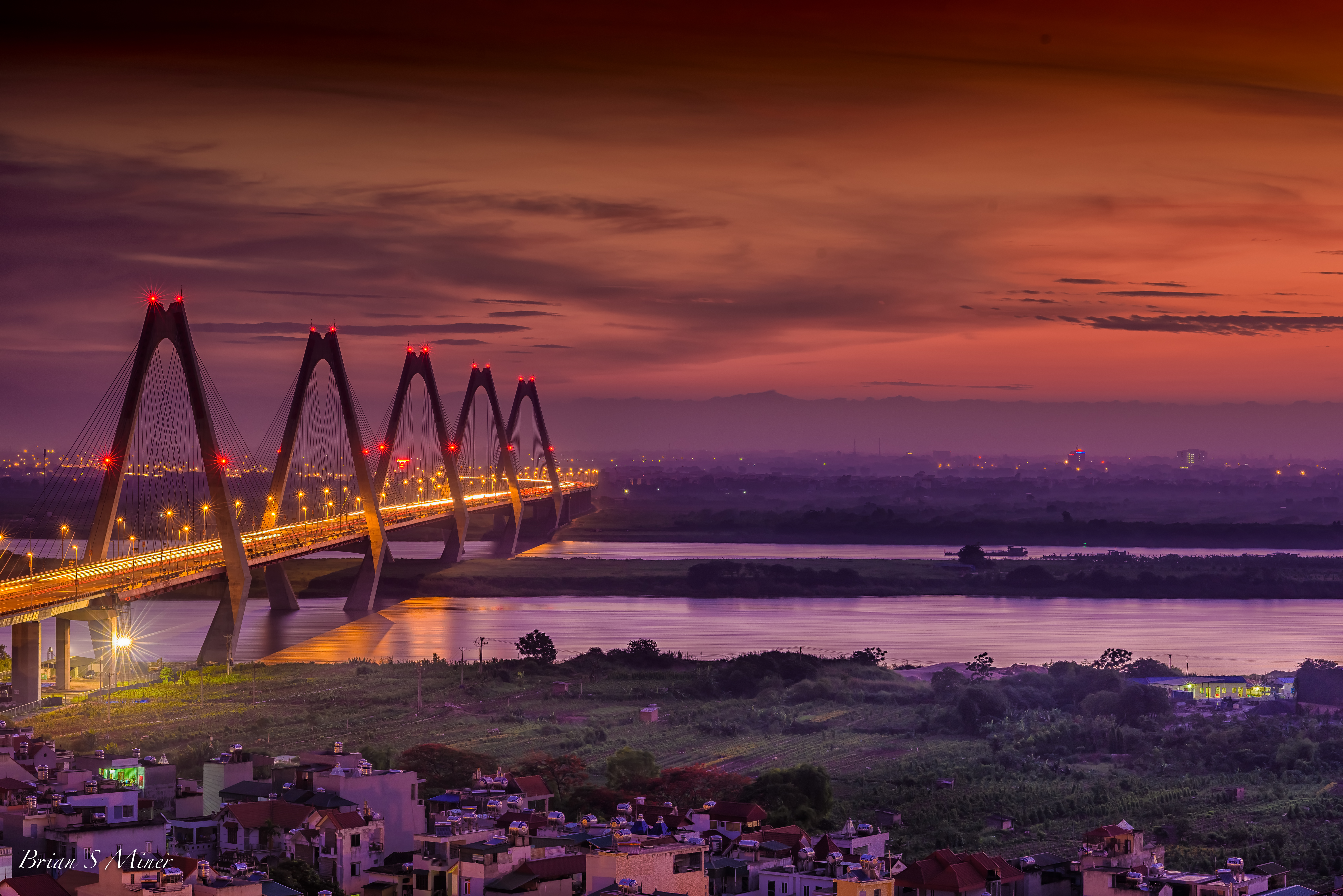
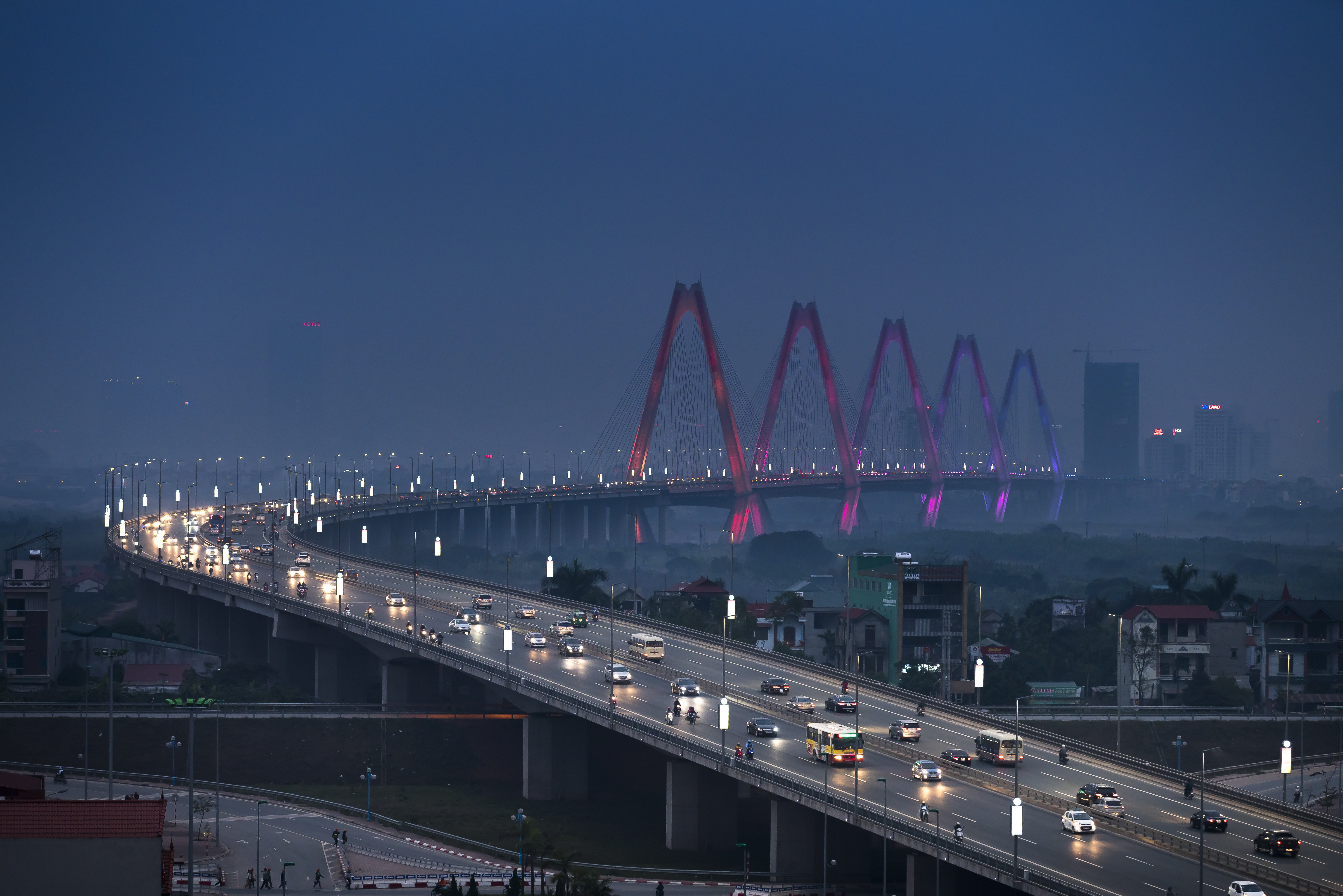